# Drăguşeni (Suceava)
Drăguşeni é uma comuna romena localizada no distrito de Suceava, na região de Moldávia. A comuna possui uma área de 29.03 km² e sua população era de 2635 habitantes segundo o censo de 2007.